# Евсеев, Тимофей Евсеевич
Тимофе́й Евсе́евич Евсе́ев (Евсе́вьев) (1 февраля 1887, Азъял, Царевококшайский уезд, Казанская губерния — 11 ноября 1937, Йошкар-Ола) — марийский этнограф, фольклорист, краевед, педагог, основатель Национального музея Республики Марий Эл.

## Биография
Родился 1 февраля 1887 года в д. Азъял Моркинской волости Царевококшайского уезда Казанской губернии (ныне Моркинский район Республики Марий Эл) в бедной крестьянской семье.
С раннего детства остался без матери и воспитывался бабушкой, познал всю тяжесть повседневного крестьянского труда, мечтал о получении образования. В родной деревне успешно окончил церковно-приходскую школу. В 1902—1904 годах учился в Ронгинской второклассной школе, во время летних каникул пастушил или батрачил.
После окончания школы в числе лучших учеников, сдав экзамен на звание учителя начальной школы, работал в Кужнурской и Поланурской школах Царевококшайского уезда, а после революции 1917 года около двух лет работал в д. Азъял, затем в с. Ронга Краснококшайского кантона Марийской автономной области.
В конце 1924 года Евсеев был направлен на работу в Марийский областной музей, вскоре стал заведующим музеем.
В начале 1930 года оставил работу в музее по обвинению причастности к «старым краеведам» и отбывал 3-летнюю ссылку в Нижнем Новгороде.
Затем работал сотрудником Моркинской районной газеты «Коммунизм верч» («За коммунизм!»), счетоводом колхоза в родной деревне, переписчиком фольклорных материалов в секторе языка и литературы МарНИИ, сотрудником Марийского областного отдела народного образования и Марийского областного музея вплоть до ареста в 1937 году.

## Научная деятельность
Тимофей Евсеев начал свою краеведческую и исследовательскую деятельность со знакомства с финскими учёными — супругами Вихманн, собиравшими в 1905—1906 годах материал по языку, фольклору и материальной культуре марийцев в Марийском крае. Профессор Юрьё Вихманн и Юлия Вихманн встретились с Евсеевым в Морках в июне 1906 года. Его рекомендовали в качестве переводчика. Они были довольны работой молодого учителя, с его помощью им удалось собрать интересный лингвистический и этнографический материал среди моркинских марийцев. Супруги Вихманн предложили Евсееву сотрудничество.
Впоследствии он познакомился и с другими финскими учёными — Уно Сирелиусом, Акселем Хейкелем. Эта встреча послужила толчком для исследования культуры марийского народа. По заданиям Финно-угорского общества и личным просьбам финских учёных Т. Е. Евсеев собирал фольклорно-этнографический материал. В фондах Финно-угорского общества хранится 18 томов его рукописных материалов. Он имел целенаправленный интерес к сбору этнографических материалов, популяризации этнографических знаний, изучению культуры родного народа. Долго и плодотворно сотрудничал с Национальным музеем и Финно-угорским обществом Финляндии. Так, в Национальном музее Финляндии хранится 15 коллекций (234 экспоната), собранных краеведом. Это одежда, украшения, инструменты для изготовления одежды, образцы вышивок, бытовая утварь, рыболовные и охотничьи снасти, снаряжение пчеловода-бортника, орудия труда, музыкальные инструменты.
Во время пребывания в Финляндии в 1908 году Т. Евсеев получил уроки рисования и методическую подготовку по сбору полевого этнографического и фольклорного материала, а также первые навыки в фотоделе. Работая в Поланурской школе Арбанской волости, он продолжил изучать фотодело у одного из любителей Царевококшайска. Постепенно Т. Е. Евсеев стал иллюстратором быта марийского народа. Он с увлечением начал заниматься фотографией. С 1909 года стал посылать фотоснимки в Финно-угорское общество. Эти фотографии дореволюционного периода по культуре марийцев хранятся ныне в фототеке Национального музея Финляндии. Фотографии использовались Евсеевым для иллюстрации некоторых рукописей об охоте, рыболовстве, жилищах, одежде, о женских причёсках, хранящихся в Национальном музее (SU № 132, 178, 193). Так, в коллекции музея под номером 132 насчитывается 239 фотографий, где запечатлены постройки (шалаши, овины, жилые дома, бани, сараи и др.), интерьеры и экстерьеры жилищ, хозяйственные орудия, способы обработки волокнистых растений, костюмы различных этнических групп марийцев. Многие фотографии из этой коллекции использовались финскими исследователями в статьях, посвящённых культуре финно-угорских народов. Уникальными являются фото, на которых сфотографированы различные способы охоты на зверей, ловли зверей и птиц с помощью капканов (№ 138—147), способов ловли рыбы, пчеловодство (№ 148—153).
Для исследования эволюции жилища и построек Евсееву в начале XX века приходилось разыскивать старинные постройки в различных селениях марийского края. Ценным источником по обработке волокнистых растений и в производстве домашних тканей являются снимки процессов обработки конопли (№ 73-85) и приёмов тканья. Евсеев запечатлел на фотографиях последовательно все технологические приёмы обработки: мягчение конопли для получения кудели; трепание кудели щёткой; прядение волокна; наматывание нитей на сновалку; тканье на ткацком стане без заднего навоя, где нитки основы заплетены в косу. В эту же фотоколлекцию входят фотографии по обработке шерсти, тканья поясов (№ 86-93). Эти фотографии использованы в первой книге И. Лехтинен, посвящённые рукописям Т. Евсеева о домашнем ткачестве и костюме марийцев. Т. Е. Евсеев руководствовался во время съёмок определёнными методическими требованиями к этнографической фотографии, что является ценным в визуальной антропологии для изучения предметов материальной культуры. Его фотоснимки использовали для различных местных печатных изданий.
С 1924 года сельский учитель Т. Евсеев был заведующим Марийским областным музеем. Здесь он смог реализовать свой собирательский и исследовательский дар, музей в это время прочно встал на ноги. В деле становления областного музея Т. Е. Евсеев провёл огромную работу: собрал большое количество этнографических экспонатов, увеличил количество отделов, получил просторное помещение, укрепил материальную и финансовую базу музея. Он работал с большим энтузиазмом и с желанием раскрыть миру богатство традиционной культуры родного народа. Т. Е. Евсеев составил вопросники по сбору этнографического материала о костюме, рыболовстве, охоте, бортничестве, но они не были изданы. В 1925—1930-х годах провёл несколько экспедиций в различные регионы проживания марийцев. Каждая из этих экспедиций обогащала фонды музея коллекциями, состоящими из предметов материальной культуры, рукописями, зарисовками, фотографиями. Его экспедиционные фотографии в 1920-е годы широко использовались на выставках и экспозициях музея. Материалы Т. Е. Евсеева публиковались также в местных изданиях 1920—1930-х годов, в которых он ратовал за переустройство быта марийской деревни. В конце 1920-х годов он подготовил несколько работ. Среди них книга-альбом «Марийская одежда и материалы для её приготовления», этнографические очерки-брошюры о рыболовстве, охоте и бортничестве, которые не были опубликованы.
С 1926 года в Краснококшайске под его руководством начало работать Марийское общество краеведов. Он стал увлечённым пропагандистом краеведческих знаний в областной печати (опубликовал около 20 статей), на учительских конференциях. По его инициативе и с его активным участием ежегодно проводились этнографические и фольклорные экспедиции по районам Марийской автономной области и к «внеобластным» марийцам.
В 1926 году по приглашению Финно-угорского общества Т. Е. Евсеев находился в длительной научной стажировке в Финляндии. Там он углубил свои познания по организации музейной работы и научных экспедиций различного профиля. Это способствовало дальнейшему совершенствованию работы Марийского областного музея и краеведческого общества.

## Последние годы жизни
Для краеведов и музейных работников в конце 1920-х — начале 1930-х годов наступили нелёгкие времена. Основными в их деятельности стали политико-идеологические принципы, главным требованием стал показ успехов социалистического строительства. Работа Т. Е. Евсеева и руководимого им музея этому в полной мере не соответствовала и начала подвергаться жёсткой критике. Одновременно с этим в партийно-политической линии большое место стала занимать борьба с местным «буржуазным национализмом». Это, в свою очередь, сопровождалось обвинениями в «смыкании с интервенционистскими кругами зарубежных держав». В финно-угорских регионах СССР такой «державой», грозившей «интервенцией» против страны, была объявлена «фашистская» Финляндия. Взоры ОГПУ в первую очередь обратились к гуманитарной интеллигенции, пропагандировавшей финно-угорское родство и поддерживавшей контакты с Финно-угорским Обществом Финляндии. Удобной фигурой для «разоблачения» в этом отношении стал заведующий Марийским областным музеем Тимофей Евсеев. Он был арестован 25 января 1931 года и заключён в Йошкар-Олинскую тюрьму. Его обвинили в шпионских связях с Финляндией. Он пытался доказать, что имел с финнами чисто научные связи. Но следователям удалось сломить его и вынудить к «признанию», что он является «финским агентом». При этом он сообщил, что о своих положительных впечатлениях от увиденного в Финляндии он рассказывал В. М. Васильеву, Ф. Е. Егорову, Л. Я. Мендиярову и другим близким коллегам. Они тоже были арестованы и объединены в группу «федералистов», которые якобы хотели Марийскую автономную область и другие финно-угорские регионы оторвать от СССР и создать Финно-угорскую Федерацию под протекторатом Финляндии. По приговору Особого Совещания при ОГПУ СССР от 14 декабря 1931 года «федералисты», в числе которых оказался и Евсеев, были приговорены к высылке из области на три года. 25 сентября 1937 года Тимофей Евсеев вновь был арестован. 10 ноября 1937 года «тройка» НКВД Марийской АССР приговорила его в числе нескольких десятков «врагов народа» к расстрелу. Приговор был приведён в исполнение 11 ноября.

## Семья
- Дочь — марийская писательница, педагог Мария Тимофеевна Евсеева (1920—1970)[9].
- Внук — заслуженный артист Республики Марий Эл Евгений Анатольевич Розов (род в 1967)[10][11].

## Память
- На многие годы имя подвижника науки было предано забвению, многие его рукописи уничтожены. Только в Финляндии продолжали считать его крупным учёным, бережно хранили его труды, изданные впоследствии в нескольких томах. Рукописные и фотографические материалы Т. Евсеева использовались в работах финских исследователей У. Сирелиуса, У. Харва (Хольмберга), А. Хамеляйнена, И. Маннинена, А. Алхониеми, С. Сааринен и др. Финский этнолог Ильдико Лехтинен[фин.] также удачно использовала его материалы в своих монографиях, посвящённых женским украшениям и постройкам марийцев, и в других работах о культуре финно-угорских этносов[12]. Талантливый исследователь Т. Е. Евсеев оставил большое творческое наследие не только в виде статей, рукописей, коллекций предметов культуры, но и запечатлел прошедшую эпоху в своих рукописях для будущих поколений.
- Национальный музей Республики Марий Эл, основу которому заложил Т. Е. Евсеев, по праву носит его имя с 4 августа 1992 года по Постановлению Правительства РМЭ[13].
- С 2007 года в Национальном музее Марий Эл ежегодно проводится Республиканская научно-практическая конференция «Евсеевские чтения», в которой принимают участие не только музейные работники, но и учёные, краеведы, студенты, преподаватели вузов, школьные педагоги, представители учреждений культуры Республики Марий Эл и Йошкар-Олы[14].
- 8 ноября 2012 года в Национальном музее Республики Марий Эл им. Тимофея Евсеева впервые прошёл Республиканский фестиваль «Малые Евсеевские чтения», главными участниками которого стали обучающиеся школ республики[15].
- В 2012 году в честь 125-летия со дня рождения Т. Евсеева в главном здании Национального музея Республики Марий Эл им. Т. Евсеева (г. Йошкар-Ола, ул. Советская, 153) была установлена мемориальная доска[16].
- С 2009 года именем Т. Евсеева названа улица в микрорайоне «Звёздный» Йошкар-Олы[17].
- Имя Т. Евсеева также носит одна из улиц пгт. Морки Марий Эл[18].
- 1 февраля 2022 года в рамках празднования 135-летия со дня рождения этнографа в Национальном музее Республики Марий Эл им. Т. Евсеева открылась выставка «Тимофей Евсеев. Призвание» и прошла Всероссийская научно-практическая конференция с международным участием «XV Евсеевские чтения. Наследие в музейном пространстве: показ, интерпретация, сохранение»[19][20][21].
- 17 мая 2023 года в Марийском национальном театре драмы имени М. Шкетана состоялась премьера короткометражного фильма «Евсеев: признание ценою в жизнь» режиссера А. Огородникова. Это первый фильм о Тимофее Евсеевиче, раскрывающий жизнь и труд известного марийского этнографа, собирателя, музейного работника через символизм, образы и метафоры. Это фильм-поэзия, состоящий из художественно-игровых эпизодов, значимых событий жизни Т. Е. Евсеева[22]. Фильм стал лауреатом Всероссийского конкурса документального кино «Россия — взгляд в будущее» Фонда поддержки регионального кинематографа[23].